# Bård Eithun
Bård Guldvik Eithun, född 21 april 1974, är en norsk musiker, även känd under artistnamnet Faust efter sagofiguren Faust.

## Biografi
Eithun är känd som trummis i det norska bandet Emperor och en del andra band som Ulver och Aborym. I den tidiga black metal-scenen drev Eithun bland annat fanzinet Orcustus som kom ut i ett fåtal nummer (och som sedermera givit upphov till bandet Orcustus). Han arbetade också i Euronymous skivaffär Helvete under närmare ett års tid. Under denna tid bodde han också i en lägenhet som fanns i anslutning till butiken. Eithun spelade också trummor på två av Emperors tidigaste skivor, In the Nightside Eclipse och Emperor.
Den 21 augusti 1992 mördade Eithun en homosexuell man, Magne Andreassen (född 1953), utanför Lillehammer med 37 knivhugg samt ett antal sparkar. Han var inte ursprungligen misstänkt men erkände ett år senare. Han dömdes 1994 till 14 års fängelse för mord och frigavs 2003 efter gott uppförande.

## Grupper
- Stigma Diabolicum (som Fetophagia) – (1990–1991)
- Thorns – (1991–1992)
- Imposter – (1990, session)
- Emperor – (1991–1993, 2013–2014)
- Sirius – (2000, session)
- Ulver – (2000, session)
- Cadaver Inc. – (2000, session)
- Scum – (2002– )
- Blood Tsunami – (2005– )
- Bomberos – (2005–?)
- Aborym – (2006–2014)
- Mongo Ninja – (2009–2012)
- Studfast – (2011– )
- Djevel – (2017– )